# Heliophanus melinus
Heliophanus melinus este o specie de păianjeni din genul Heliophanus, familia Salticidae, descrisă de Koch L., 1867. Conform Catalogue of Life specia Heliophanus melinus nu are subspecii cunoscute.